# Окско-Донска равнина
Окско-Донската равнина (на руски: Окско-Донская равнина) е обширна равнина в централната част на Източноевропейската равнина, простираща се между Средноруското възвишение на запад, Приволжкото възвишение на изток, Калачкото възвишение на юг и долината на река Ока (десен приток на Волга) на север. Северните и централните ѝ части носят названието Тамбовска равнина. Дължината от север на юг е около 450 km, ширината – до 250 km.
Плоско-хълмистият релеф на вододелите с височина до 150 – 180 m се редува с широки терасирани долини, долове и падини – т.нар. „степни блюдца“. Изградена е от силно разрушени морени, препокрити по долините с пясъци, а по вододелите – с льосовидни пясъци и глини. Годишната сума на валежите е 450 – 500 mm. Основните водни артерии са десните притоци на Ока – Проня с Ранова, Пара, Мокша с Цна и Вад и левите притоци на Дон – Воронеж, Битюг, Хопьор с Ворона и Савала. Почвите са предимно сиви горски и черноземни, а растителността – лесостепна. Окско-Донската равнина е един от важните селскостопански райони на Европейска Русия.

## Национален атлас на Русия
- Централната част на Европейска Русия[2]